# Jan Werich
Jan Werich, plným jménem Jan Křtitel František Serafínský Werich (6. února 1905 Smíchov – 31. října 1980 Praha) byl český filmový a divadelní herec, komik, dramatik a filmový scenárista, písňový textař a spisovatel. Proslavil se mezi válkami jako jedna z klíčových osobností demokraticko-levicově zaměřeného avantgardního Osvobozeného divadla, ve dvojici s Jiřím Voskovcem a spolupráci se skladatelem Jaroslavem Ježkem. Druhou světovou válku jako antifašista strávil v emigraci. Po válce se vrátil do Československa, kde na svou kariéru navázal, i když se často potýkal s cenzurou a nemilostí komunistického režimu. Mezi publikem i kolegy se ovšem těšil mimořádné autoritě, nakonec získal titul národní umělec.

## Životopis

### Rodina

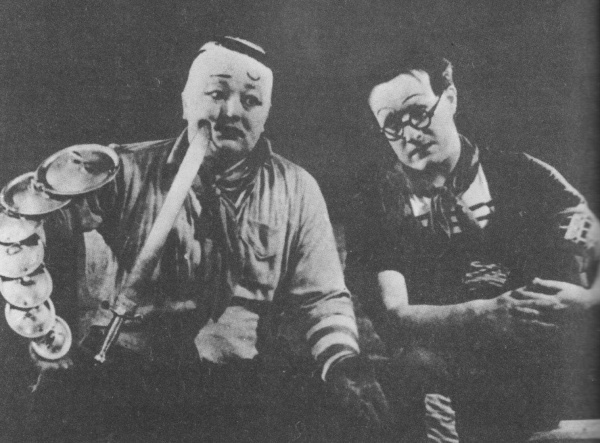
Jan Werich a Jiří Voskovec při představení Osvobozeného divadla

Jan Werich byl jediný syn Vratislava Wericha, úředníka První české vzájemné pojišťovny (syna Františka Wericha, obchodníka v Praze a Reginy roz. Duchoňové z Hostomic), a jeho manželky Gabriely rozené Choděrové (dcery Jana Choděry, hostinského v Žižkově čp. 970, a Marie, roz. Zounkové z Nehvízdek). Za kmotry mu byli Regina Benešová-Werichová a František Choděra. Rodiče se brzy rozvedli a Jan připadl do péče otci. Narodil se na Smíchově (čp. 403); za první světové války, když byl otec na frontě, žil u své matky v Holešovicích.
| „ | Byl jsem jedináček, a to je hrozná věc, být jedináček. Neměl jsem se s kým hádat, s kým prát, kolem nebyly žádné děti, moc lidí k nám nechodilo a Vánoce vypadaly podle toho. | “ |

V roce 1929 se Jan Werich oženil se švadlenou a návrhářkou divadelních kostýmů Zdeňkou (též Zdenou) roz. Houskovou (1. června 1906 – 14. dubna 1980), která v 60. letech přeložila dvě divadelní hry z angličtiny. Přestože Werich sám žehral na své dětství jedináčka, měl s manželkou také jen jednoho potomka – jejich jediná dcera Jana Werichová (1935–1981) byla herečka, scenáristka a překladatelka; její jediná dcera Zdeňka Kvapilová, přezdívaná Fanča (*1967), provdaná Hulíková, vystudovala pedagogiku a je psycholožkou ve Švýcarsku.
Roku 1956 se neznámé Werichově milence narodil jeho nemanželský syn, adoptovaný pod jménem Jiří Petrášek. Nikdy se nesetkali, Jan Werich se o jeho existenci možná ani nedozvěděl. Petrášek vystudoval ekonomii a o svém původu se dozvěděl až v dospělosti. S otcem ho spojuje zřetelná podoba i sklon k umění, příležitostně vystupuje jako Jiří Werich Petrášek. Má dvě děti.

### Kariéra do 2. světové války
Jan Werich studoval Masarykovo gymnázium v Křemencově ulici v Praze (zrušeno roku 1949, nyní je na stejném místě Masarykova střední škola chemická), kde byl jeho spolužákem pozdější divadelní partner Jiří Voskovec, s nímž se ovšem znal už od dětství. Poslední ročník víceletého gymnázia však absolvoval na smíchovském reálném gymnáziu, kde také odmaturoval. Po maturitě rok studoval práva na Karlově univerzitě.
V roce 1926 vytvořili s Jiřím Voskovcem uměleckou dvojici, později slavnou jako V+W. Nejprve spolupracovali v redakci časopisu Přerod a brzy nato začala i jejich divadelní spolupráce v Osvobozeném divadle. Ta vyústila do jejich první hry Vest pocket revue – názvem mysleli malou revue do kapsičky u vesty. Werich byl na plakátech uveden jako J. W. Rich.
V letech 1927–1938 jejich divadelní spolupráce pokračovala, do roku 1935 působili v Osvobozeném divadle, v letech 1935–1937 působili pod hlavičkou tzv. Spoutaného divadla, kde uvedli jednu ze svých nejodvážnějších her Balada z hadrů.
V roce 1937 se vrátili k Osvobozenému divadlu, kterému však byla v listopadu 1938 za fašizující se Druhé republiky odebrána koncese, a J. Werich, J. Voskovec a jejich dlouholetý hudební autor Jaroslav Ježek se pod tímto tlakem rozhodli opustit Československo. 14. ledna 1939 se Werich společně s Voskovcem a Ježkem v Cherbourgu nalodili na loď Aquiania a po 6 dnech připluli do New Yorku.
V USA následně strávili celou druhou světovou válku (Ježek počátkem roku 1942 zemřel). Živili se jako herci a komici, především mezi tamní českou komunitou. Proslavili se též svými protinacistickými pořady pro rozhlasovou stanici Hlas Ameriky vysílanými česky do Evropy. 

### Kariéra po 2. světové válce

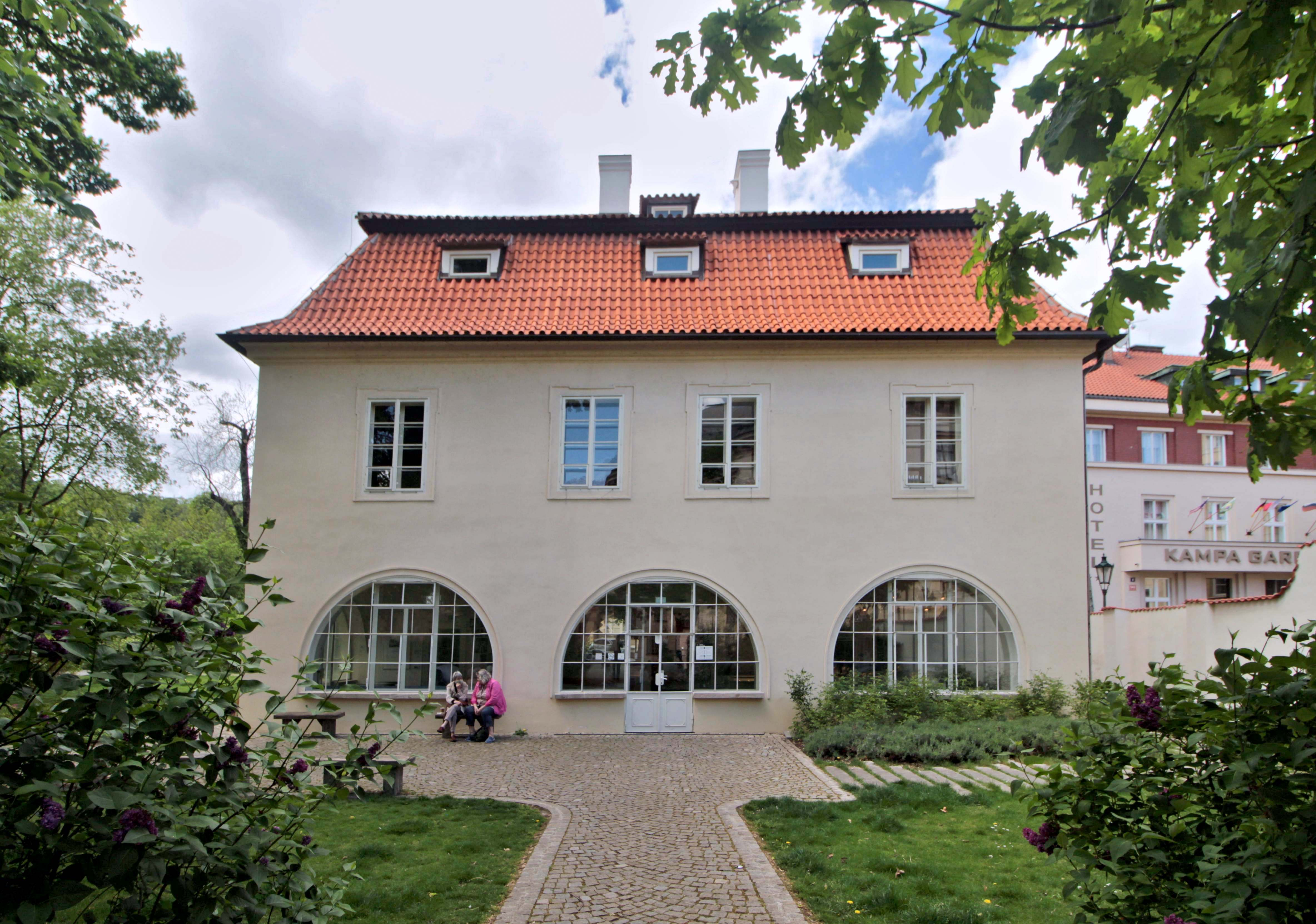
„Werichova vila“ na pražské Kampě

V roce 1945 se Jan Werich vrátil zpět do obnoveného Československa a nastěhoval se s rodinou na Kampu do tzv. Dobrovského domku (dnes zvaného též Werichova vila), kde pak žil až do smrti. 
Jiří Voskovec se do vlasti navrátil až 1. září 1946. S Werichem pak otevřeli Divadlo V+W, s cílem navázat na svou tradici chytré satiry, ale v podmínkách sílícího vlivu stalinistické KSČ to přestávalo být možné. I když oba s levicovými myšlenkami sympatizovali a zapojili se i do výzvy Kupředu, zpátky ni krok! vyzývající v den únorového puče kulturní pracovníky ke vstupu do akčních výborů Národní fronty, Voskovec brzy vyhodnotil politickou situaci jako neúnosnou a ještě roku 1948 emigroval do Francie (a v roce 1950 zpátky do USA, kde už zůstal až do smrti). Jelikož Werich v Československu zůstal, umělecké partnerství V+W tím skončilo, oba přátelé si po zbytek života už jen korespondovali.
Werich se snažil pokračovat v tvůrčí práci i za tuhého komunismu, přičemž svou velkou popularitu a autoritu využíval na podporu řady svých přátel a kolegů, kteří byli odstaveni, a prosadil je do některých svých děl (např. Natašu Gollovou, Vlastu Buriana). Jeho velkým úspěchem byl komediální dvojfilm Císařův pekař – Pekařův císař (1951), kde hrál titulní dvojroli a na místo režiséra proti původnímu Jiřímu Krejčíkovi, s nímž se nepohodl, prosadil Martina Friče. Dalším populárním filmem s Werichem v hlavní roli se stala pohádka Byl jednou jeden král (1954).
Vedle toho Werich účinkoval v různých pražských divadlech a v letech 1956–1961 byl ředitelem Divadla ABC, v někdejším působišti Osvobozeného divadla.  Zde se pokusil navázat na tuto slavnou éru, když se jeho novým jevištním partnerem stal Miroslav Horníček. S ním Werich s úspěchem oživil i oblíbené forbíny (předscény), v nichž provozovali na tu dobu dosti odvážnou satiru. Tyto jeho aktivity, stejně jako kontakty s disidenty (např. Václava Havla přijal do divadla ABC v roce 1959) či satirické narážky v jeho hrách vedly k tomu, že od konce 50. let nebyl režimem brán jako spolehlivý.
Ke konci 50. let podnikl Werich několik individuálních cest do Itálie; jednu z nich i s dcerou Janou. Své zážitky popsal v knize Italské prázdniny (1. vyd. Českosl. spis. 1960, ... 9. vyd. Toužimský & Moravec 2010).
Počátkem 60. let se začal zase více objevovat před kamerou, v cyklu krátkých televizních filmů a také v celovečerní alegorii Až přijde kocour (1963).
Roku 1963 mu byl udělen titul národní umělec. Jiří Suchý uvádí, že to Jan Werich bral s hořkým humorem; zmiňuje Werichovu průpovídku „...jsem národní umělec, ale oni mě nenechají to národní umělectví provozovat.“

V roce 1967 byl vybrán jako hlavní záporná postava do 5. filmu o Jamesi Bondovi, Žiješ jenom dvakrát, kde měl ztvárnit Ernsta Stavro Blofelda. Ale poté, co dorazil na natáčení v Pinewoodu, tak si hlavní producent Albert R. Broccoli a režisér Lewis Gilbert pomysleli, že nebyl na tu roli nejlepší volbou, protože působil jako „chudý, dobrotivý Santa Claus“ (poor, benevolent Santa Claus). I přesto se s natáčením pokračovalo, ale po několika dnech bylo rozhodnuto, aby byl přeobsazen, protože Werich v roli nepůsobil dost hrozivě (nakonec Blofelda zahrál Donald Pleasence). Werich později poskytl jiný pohled na příčinu své výměny, a sice že „na place dělal problémy“, když si chtěl částečně upravovat své dialogy, neboť je považoval za poměrně slaboduché. Nicméně si v té době zahrál v jiném zahraničním špionážním filmu, a to menší roli dr. Spieglera v Assignment K (1968), který se však neobjevil v české distribuci. 

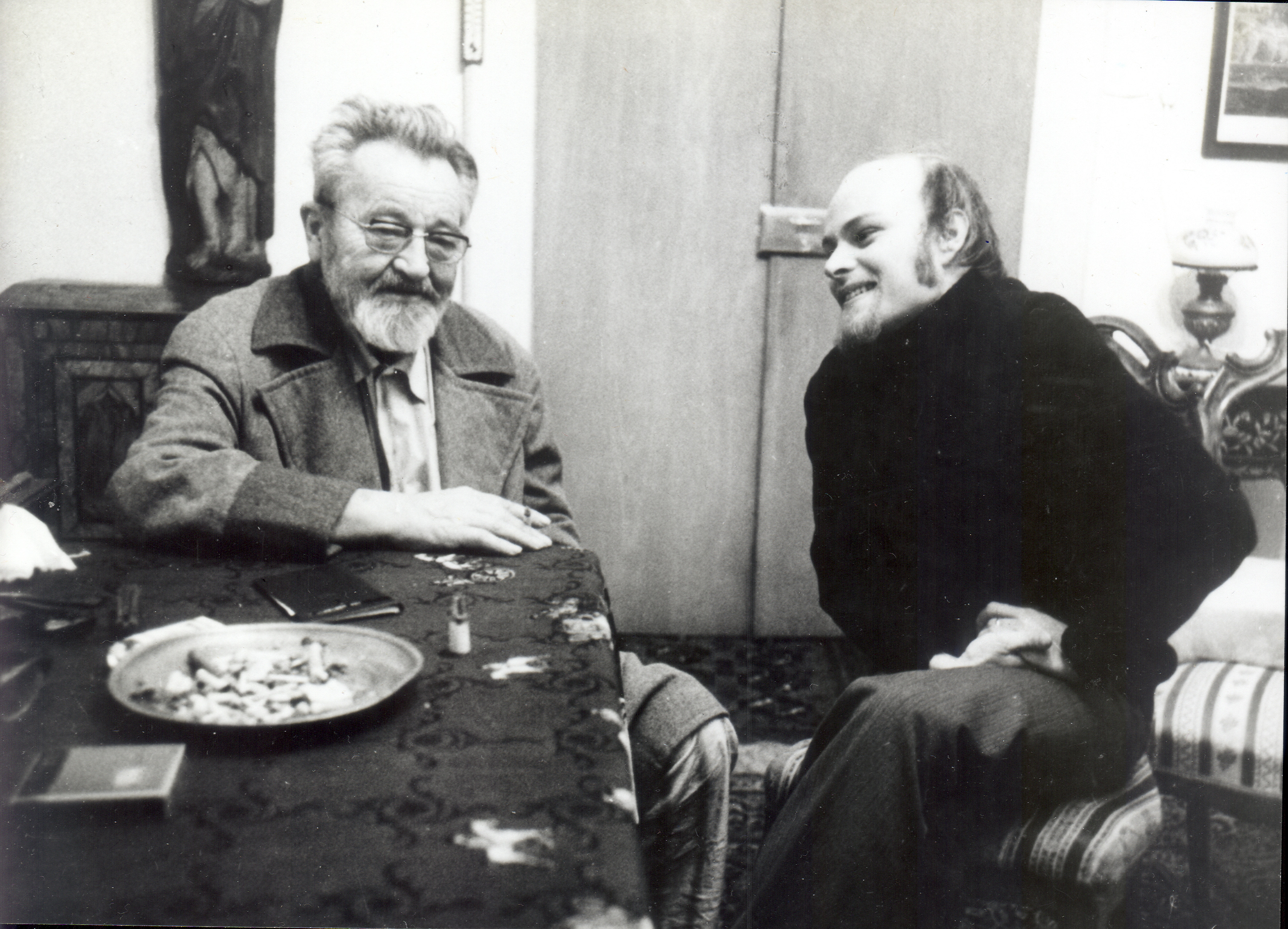
Jan Werich, na fotografii vlevo (spolu s autorem knih o Osvobozeném divadle Jaromírem Pelcem)

### Po roce 1968
V roce 1968 Werich podepsal Manifest dvou tisíc slov, načež v následném období normalizace nesměl vystupovat v rozhlase ani televizi, měl zákaz veřejně mluvit a žil v ústraní na Kampě. Objevil se už pouze v televizním seriálu Pan Tau.
Na sklonku života se však paradoxně stal jedním ze symbolů tzv. Anticharty (1977), když v Rudém právu vyšel seznam signatářů včetně Werichova jména. Televize, dobře si vědoma jeho trvající morální váhy mezi lidmi, vysílala dlouhé záběry J. Wericha sedícího mezi ostatními shromážděnými umělci poslouchajícími projevy J. Švorcové a dalších tehdy komunisticky angažovaných umělců. Werichovi zastánci tvrdí, že žádal komunistické úřady o vyškrtnutí svého jména ze seznamu signatářů, protože (jak se domníval) podepsal pouze prezenční listinu. Nebylo mu však vyhověno a jeho protesty nebyly zveřejněny. Toto tvrzení bývá považováno za legendu, nicméně je potvrzují bratři Jiří a Ondřej Suchý v knize Pan Werich z Kampy (Ikar, 2011) a další svědkové. Jiří Suchý po letech tvrdil, že Werich šel na shromáždění z obavy, že by jinak nemohl vycestovat na plánovanou cestu za Jiřím Voskovcem do USA; tušil, že Voskovce uvidí naposledy.
 

Jiřina Švorcová ve svých vzpomínkách uvádí, že několik dní po schůzi v Národním divadle, kde se Anticharta podepisovala, se Jan Werich ozval, že chce být ze seznamu vyškrtnut. „Situace to byla pro nás nepříjemná, měli jsme radost, že se Werich k tomu prohlášení připojil. A tak jsme přemýšleli, jak ho ujistit, že nepodepsal nic špatného, a přesvědčit ho, aby svůj podpis nebral zpět. Byla neděle, nikde nikdo. Telefonicky jsem zastihla jen předsedu vlády Štrougala, který slíbil, že se o něco pokusí. A v tom napadl Míku Werichův přítel Miloš Kopecký“, uvádí Švorcová. Dále k zapojení Kopeckého do celé anabáze Švorcová uvádí: „Měli jsme štěstí. Kopecký byl doma a stačily pouhé čtyři vysvětlující věty, aby řekl: Rozumím. Jedu za ním. A Werichův podpis na té listině zůstal. Jak ho Miloš přesvědčil, co si spolu řekli, nevím, ale jsem si naprosto jistá, že to byl právě jen on, kdo Wericha přesvědčit mohl. O jiném zásahu ani nevím.“

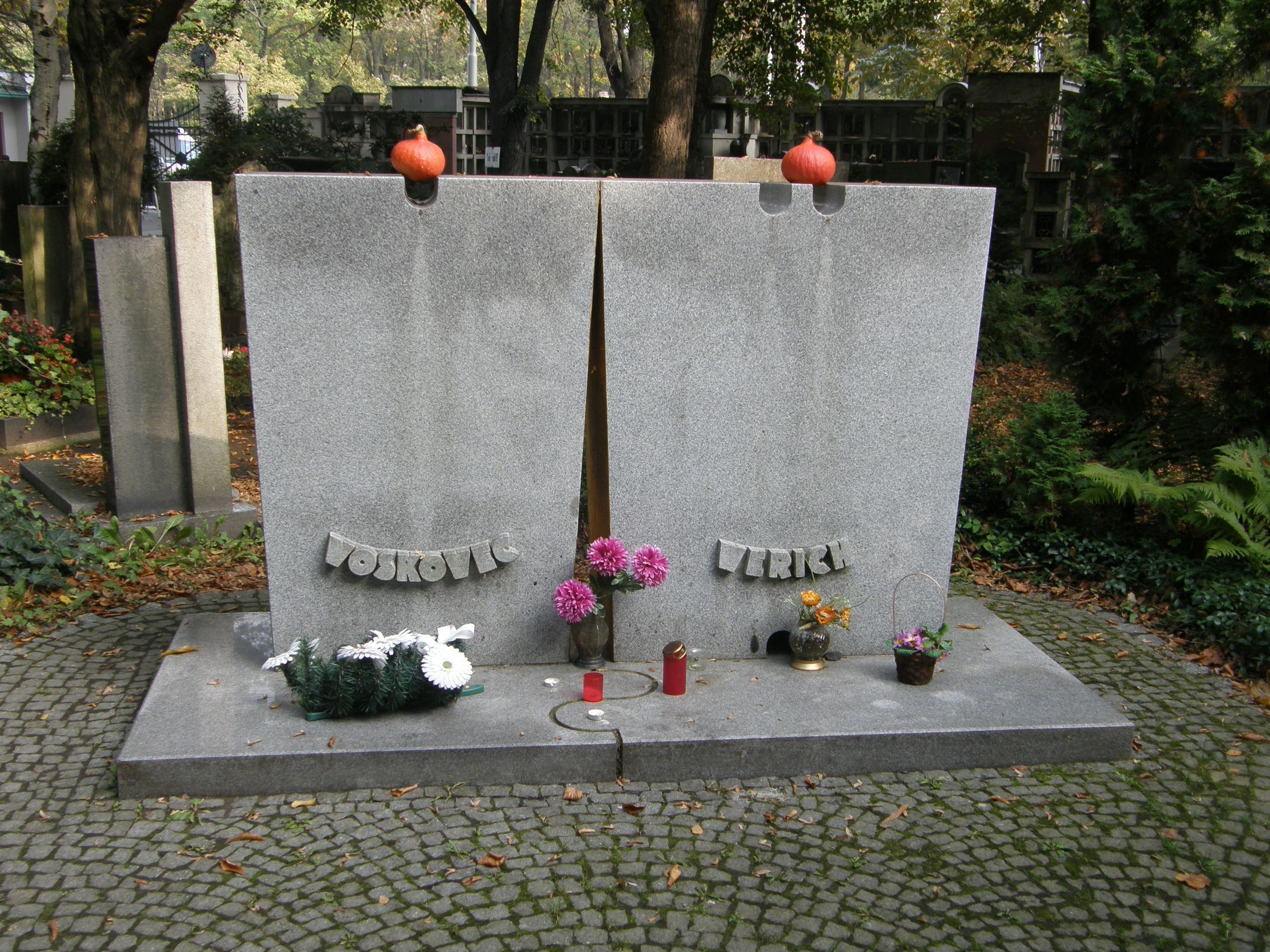
Náhrobek Voskovce a Wericha na Olšanských hřbitovech v Praze

## Různé
S Jiřím Winterem Nepraktou nepojila Jana Wericha pouze dlouholetá spolupráce, ale i stejně dlouholeté osobní přátelství.
V letech 1945–1980 bydleli Werichovi na pražské Kampě ve vile označované jako dům Dobrovského nebo častěji Werichova vila (U Sovových mlýnů 501/7). V přízemí téhož domu žil Jiří Voskovec se svou druhou ženou, než roku 1948 emigroval. Do bytu po Voskovcovi se pak na dalších 20 let nastěhoval básník Vladimír Holan. Je známo, že se Werich s Holanem neměli příliš v oblibě. Ironií osudu měli stejná životní data: 1905–1980 (Werich zemřel přesně 7 měsíců po Holanovi). Ve vile je často navštěvoval sochař Vladimír Preclík, který byl jejich společným přítelem.
Mezi Werichovy velké obdivovatele patřili i členové Divadla Járy Cimrmana, které Werich v 70. letech jednou poctil osobní návštěvou představení, na kterém se podle svědectví dobře bavil. Ladislav Smoljak a Zdeněk Svěrák mu později nabídli malou roli herce na odpočinku v jejich komedii Kulový blesk, na což se Werich už ale zdravotně necítil. (Role pak byla přepsána na operního pěvce a ztvárnil ji Karel Kalaš.)
Jan Werich zemřel ve věku 75 let, půl roku po své manželce, s níž strávil 50 let. Je pochován na Olšanských hřbitovech (I. občanský hřbitov, 9. oddělení, hrob 267). Jeho souputník Jiří Voskovec zemřel v emigraci rok poté. Později dostali společný náhrobek.
Při příležitosti stého výročí jeho narození vydala Česká národní banka pamětní stříbrnou minci v nominální hodnotě 200 Kč.

## Výroky
Jan Werich ve svých hrách a především vyprávěních proslul mnoha převážně politickými narážkami. Např. o pražském jaru říkal v roce 1968 ve svých televizních rozhovorech s Vladimírem Škutinou: „takže když to shrneme... tak je to lepší, než jsme se báli, že by to mohlo bejt, když jsme mysleli, že by to mohlo bejt moc špatný... ovšem musí se to hlídat!“

## Dílo

### Divadlo
První hry dvojice V+W byly spíše zábavné, s velkým množstvím hudby, politicky neangažované.
- Vest pocket revue (1927) – představení mělo obrovský úspěch (208 repríz). Vytvořili zde zcela nové pojetí scény, vystupovali jako bíle nalíčení klauni, kteří si povídají nejen mezi sebou, ale i s obecenstvem. Měli předem domluvené téma i směr dialogu, ale zůstal dost velký prostor pro improvizaci.
- Premiéra Skafandr (1929)[24]
- Ostrov Dynamit (1930)[25]
- Sever proti Jihu (1930)[26]
- Golem (1931)[25]

V pozdější době psal spolu s J. Voskovcem politicky angažované revue, většina z nich byla silně levicově zaměřená, upozorňovali na nezaměstnanost a na sociální rozdíly. Pozdější díla byla zcela nepokrytě antifašistická.
Jejich dialogy jsou zaměřeny proti maloměšťáctví, hlouposti, totalitě atd. Parodie byly zaměřeny nejen na dění v tehdejší době, ale i na historii.
- Caesar – 1932, představuje Benita Mussoliniho jako Caesara, který touží po válce. Od této hry je Osvobozené považováno za politické divadlo.
- Osel a stín – 1933, lidé se hádají o nesmyslné věci. Antická historka – spor o poplatek za odpočinek ve stínu osla.
- Kat a blázen – 1934, kritika fašismu.
- Rub a líc

Na popud německého velvyslanectví, které si stěžovalo na urážku hlavy státu, byli V + W vykázáni z paláce U Nováků a sezónu 1935–1936 odehráli pod názvem Spoutané divadlo v sálu Rokoka. Zde vznikla divácky nejúspěšnější hra této dvojice:
- Balada z hadrů – 1935, na rozdíl od předchozích her není výrazně zaměřena proti nacismu (Kritika skrze Tři košile Děda Nezamysla). Má výrazný sociální kontext a je spíše poctou Villonovi – svobodomyslnému člověku, buřiči a velkému básníku středověké Francie, jehož postoje byly autorům jistě blízké.

Na jaře 1936 se V+W vrací do prostor paláce U Nováků a taktéž k názvu Osvobozené divadlo.
- Nebe na zemi
- Těžká Barbora
- Svět za mřížemi
- Pěst na oko – lidé se odmítají poučit z historie a neustále opakují jednu chybu. Hra byla myšlena jako výzva k dohodě mezi lidmi a aby zabránili mocným jim ubližovat.

Na hudbu J. Ježka napsali do těchto her texty mnoha písní (např. Nebe na zemi).

#### Tvorba po 2. světové válce
Po návratu do Československa stihli Voskovec s Werichem ještě podle hudební komedie Finian's Rainbow od 'Yip' Harburga a Freda Saidyho napsat hru:
- Divotvorný hrnec – originální hudbu Burtona Lane upravil Zdeněk Petr.

### Film

#### Předválečná tvorba
- Pudr a benzín – 1931
- Peníze nebo život – 1932
- U nás v Kocourkově – 1932
- Hej rup! – 1934
- Svět patří nám – 1937

#### Poválečná tvorba
- Pád Berlína – 1949, role Hermanna Göringa v sovětském propagandistickém filmu.
- Císařův pekař – Pekařův císař – 1951, dvojrole (zachráněná kopie cenzurované verze zveřejněna až v roce 1991).
- Tajemství krve – 1953
- Byl jednou jeden král… – 1954, hlavní role s Vlastou Burianem.
- Dva mrazíci – 1954 – vypravěč (voiceover) s Vlastou Burianem.
- Osudy dobrého vojáka Švejka – 1955 – spolupráce na scénáři, mluvený komentář
- Vzorný kinematograf Haška Jaroslava – 1955 – slovní doprovod
- Psohlavci – 1955, drobná epizodní role jednoho z žalujících rychtářů.
- Hudba z Marsu – 1955, drobná epizodní role posluchače v publiku.
- Stvoření světa – 1957 – vypravěč (pouze hlas – voiceover).
- Baron Prášil – 1961 – vedlejší role, kapitán lodě.
- Až přijde kocour – 1963, dvojrole.
- Šest otázek pro Jana Wericha – 1964
- 25. hodina – Francie/Itálie/Jugoslávie, 1967
- Assignment K – Velká Británie, 1968

posmrtně
- Fimfárum Jana Wericha – 2002, (pouze hlas z původní nahrávky autorského čtení knihy Fimfárum).
- Fimfárum 2 – 2006, (pouze hlas z původní nahrávky autorského čtení knihy Fimfárum).
- Fimfárum – Do třetice všeho dobrého – 2011, (pouze hlas z původní nahrávky autorského čtení knihy Fimfárum).

### Televizní tvorba
- 1961 Medvěd
- 1962 Slzy, které svět nevidí (TV film) – role: podplukovník Fedor Hakimič
- 1962 Kočár nejsvětější svátosti
- 1963 Uspořená libra
- 1964 Drahý zesnulý
- 1965 Magnetické vlny léčí – role: falešný doktor Wa-Hu
- 1967 Král a žena (TV film) – role: Jindřich VIII.
- 1968 Co na to říkáte, pane Werich?
- 1970 Pan Tau (TV seriál 1970–1972, 1. série, 7. díl: Pan Tau a Claudie)
- 1970 Muž, který rozdával smích (vzpomínkový televizní pořad)
- 1972 Pan Tau (TV seriál 1970–1972, 1. série, 9. díl: Pan Tau a cesta kolem světa)
- 1972 Pan Tau (TV seriál 1970–1972, 1. série, 12. díl: Hledá se pan Tau)
- 1978 Magistři smíchu (TV dokument, krátkometrážní)

### Literární tvorba
- Fimfárum (1960)
- Italské prázdniny (1960)
- Potlach
- Falstaffovo babí léto
- Lincoln 1933
- Listování
- Korespondence s Voskovcem I–III
- Deoduši
- Všechno je jinak (1969)

## Seznam písňové tvorby (výběr)
V pořadí: píseň – interpret – (hudba/text)
- Babička Mary (Jaroslav Ježek / Jan Werich a Jiří Voskovec)
- Bleška a veška – Jan Werich – (Jiří Baur / Jan Werich)
- Civilizace – Jan Werich – (Jaroslav Ježek / Jan Werich a Jiří Voskovec)
- David a Goliáš (Jaroslav Ježek / Jan Werich a Jiří Voskovec)
- Divotvorný hrnec (Burt Lane / Jiří Voskovec a Jan Werich)
- Ezop a brabenec (Jaroslav Ježek / Jan Werich a Jiří Voskovec)
- Funiculí funiculá – Allanovy sestry – (Luigi Denza / Jan Werich)
- Hodné štěně – Jan Werich – (Jan Werich a Karel Vlach / Jan Werich)
- Kalná řeka (Ol' Man River) (Jerome Kern / Hammerstein Oscar II, český text Jan Werich a Pavel Kopta)
- Klobouk ve křoví (Jaroslav Ježek / Jan Werich a Jiří Voskovec)
- Nebe na zemi (Jaroslav Ježek / Jan Werich a Jiří Voskovec)
- Nikdy nic nikdo nemá (Jaroslav Ježek / Jan Werich a Jiří Voskovec)
- O Španělsku si zpívám (Jaroslav Ježek / Jiří Voskovec a Jan Werich)
- Píseň strašlivá o Golemovi (Jaroslav Ježek / Jan Werich a Jiří Voskovec)
- Potopa (Jaroslav Ježek / Jan Werich a Jiří Voskovec)
- Prodám srdce (Jaroslav Ježek / Jiří Voskovec a Jan Werich)
- Půl párku (Lou Singer / Jan Werich a Jiří Voskovec)
- Stonožka (Jaroslav Ježek / Jan Werich a Jiří Voskovec)
- Strojvůdce Příhoda (Casey Jones) ( / Jan Werich a Jiří Voskovec)
- Svět patří nám (Jaroslav Ježek / Jan Werich a Jiří Voskovec)
- Svítá (Jaroslav Ježek / Jan Werich a Jiří Voskovec)
- Šůr polka (Jaroslav Ježek / Jan Werich a Jiří Voskovec)
- Tmavomodrý svět (Jaroslav Ježek / Jan Werich a Jiří Voskovec)
- Tři strážníci (Jaroslav Ježek / Jan Werich a Jiří Voskovec)
- V domě straší duch (Jaroslav Ježek / Jan Werich a Jiří Voskovec)
- Zeměkoule (Jaroslav Ježek / Jan Werich a Jiří Voskovec)
- Život je jen náhoda (Jaroslav Ježek / Jan Werich a Jiří Voskovec)

## Diskografie
- 1953 Civilisace – Jan Werich (ze hry Osel a stín upravil Dalibor Brázda – Karel Vlach se svým orchestrem) / Kalná řeka – Rudolf Cortés – Supraphon 51566-M.
- 2007 W&V: Osvobozené divadlo I.–VII. 1929–1938, souborné vydání nahrávek Osvobozeného divadla, 7CD, celkový čas 7:26:46, vydáno 27. 4. 2007, katalogové číslo Supraphon SU 5810-2[27]
- 2008 Jaroslav Hašek – Osudy dobrého vojáka Švejka – četba z knihy Osudy dobrého vojáka Švejka za světové války, celkem 12 CD disků.
- 1970 / 2013 Táto, povídej! Komplet 8CD, Jan Werich, Jana Werichová, komplet nahrávek z Archivu Českého rozhlasu, Supraphon, 2013, Katalogové číslo: SU 6180-2[28]
- 2019 Suma sumárum, soubor 5CD s veškerými dostupnými zvukovými nahrávkami Jana Wericha ve formátu mp3, celkový čas 50:36:33, vydáno 15. listopadu 2019, katalogové číslo Supraphon SU 6495-2[29]